# Valerij Cepkalo
Valerij Cepkalo (* 22. února 1965, Grodno, Běloruská SSR, Sovětský svaz) je běloruský politik, diplomat a podnikatel.
V roce 2020 se chtěl ucházet o funkci prezidenta Běloruska. Podle volební komise však nedodal dostatečný počet podpisů pro kandidaturu, a z volebního boje tak byl vyřazen.

## Život
V letech 1997 až 2002 zastával Cepkalo funkci velvyslance ve Spojených státech amerických a Mexiku. V letech 2005 až 2017 vedl běloruský Hi-Tech Park (HTP), který založil.
V roce 2020 se rozhodl kandidovat v běloruských prezidentských volbách. K registraci musel doložit 100 tisíc podpisů, dodal jich 160 tisíc. Podle volební komise jich však bylo platných jen 75.249. Cepkala úřady podezřívají z toho, že část podpisů zfalšoval, a z účasti ve volbách ho proto vyřadily.
Cepkalo se pak i se svými dětmi rozhodl uprchnout do Ruska. Z Ruska se poté se svojí rodinou usadil v Lotyšsku.